# Среднеазиатское бюро ЦК ВКП(б)
Среднеазиатское бюро ЦК ВКП(б)  или Средазбюро ЦК ВКП(б) — верховный орган ЦК ВКП(б) в Средней Азии.   Бюро функционировало в период с  19 мая 1922 года и по 2 октября 1934 года. Основной функцией бюро было создание и руководство компартиями Туркестанской АССР, Бухарской и Хорезмской народных советских республик, а после образования в 1924 году Узбекской ССР, Туркменской ССР, Таджикской ССР и Киргизской (Казахской) ССР — партийное и государственное  строительство в этих республиках.

## История
Бюро было создано в результате реорганизации Туркестанского бюро ЦК РКП(б). Под руководством бюро был осуществлен  разгрома басмачества в Средней Азии и проведено национально-государственного размежевание Советских республик Средней Азии. Бюро также руководило национализацией земли и источников водоснабжения в Средней Азии, как и всеми другими аспектами советизации региона — коллективизацией, борьбой с религией, культурной революцией (права женщин, грамотность населения).

## Издательская деятельность
- Газета «Правда Востока» (1924—1934)
- Журнал «За партию» (1927—1930)
- Журнал «Партработник» (1929—1934)

## Секретари Средазбюро
- 1922 — 1924 — Я. Э. Рудзутак
- 1924 — 1931 — И. А. Зеленский
- 1931 — 1934 — К. Я. Бауман

## Известные члены бюро
| - С. Д. Асфендиаров - К. С. Атабаев - Ю. А. Ахунбабаев - П. И. Баранов - И. М. Варейкис - Н. Ф. Гикало - С. И. Гусев | - П. Е. Дыбенко - С. Д. Игнатьев - А. И. Икрамов - М. И. Кахиани - Б. В. Легран - И. Е. Любимов - И. И. Межлаук | - А. Р. Рахимбаев - Т. Р. Рыскулов - Н. Т. Тюрякулов - Ф. Г. Ходжаев - Ш. Шотемор - В. П. Шубриков - Б. З. Шумяцкий |